# Kullorsuaq
Kullorsuaq is een voor Groenlandse begrippen groot dorp in de gemeente Avannaata. Naast enkele hoofdvoorzieningen als stromend water, elektriciteit, een supermarkt en een kleine haven, is er niet veel. De bevolking leeft er nog vrijwel als honderden jaren terug: men gaat er nog in kajaks op jacht en walvisvlees op de barbecue is geen uitzondering.

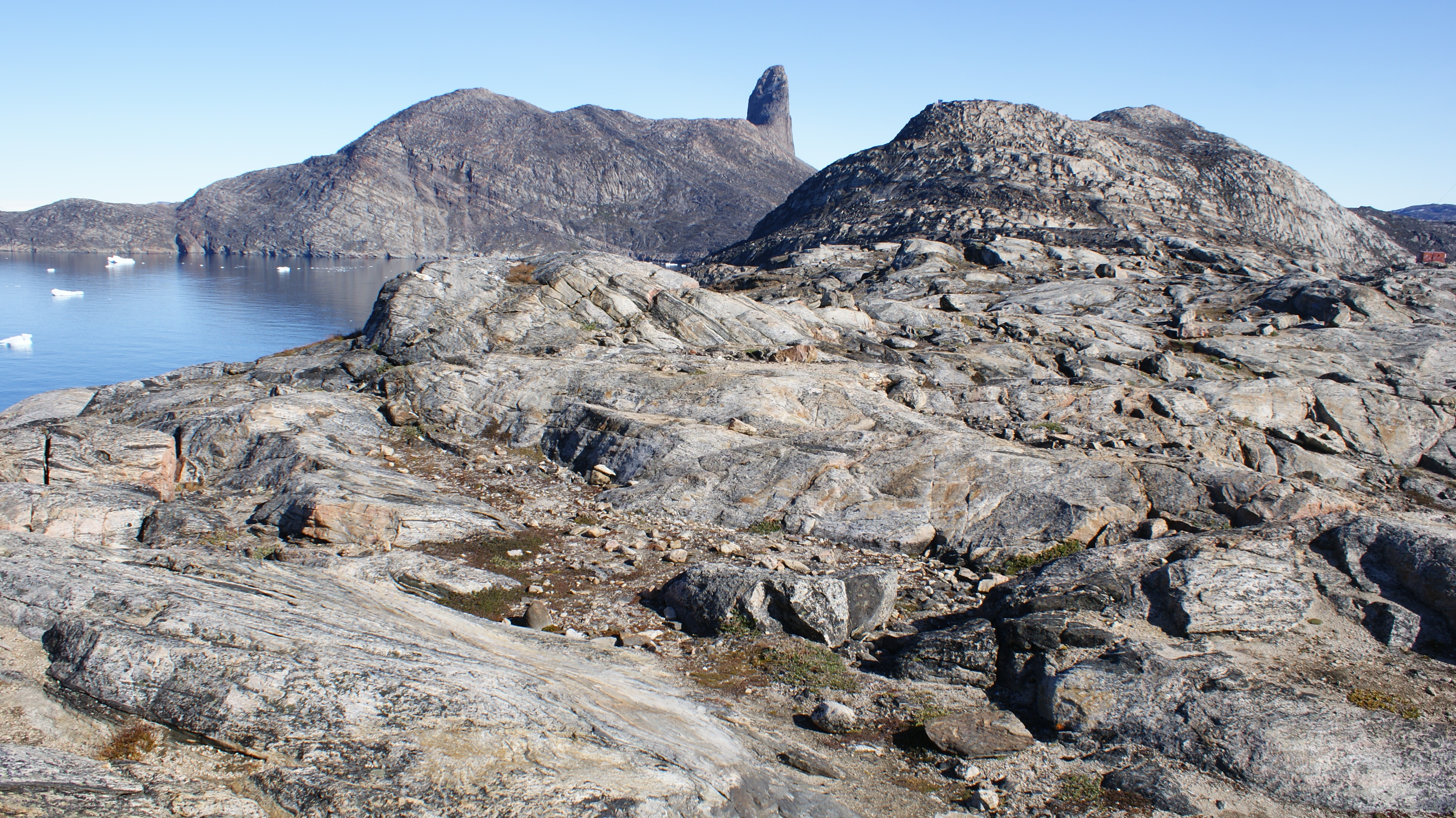
Uitzicht op de Duim op het eiland Kullorsuaq

De naam Kullorsuaq betekent in het Groenlands 'de grote duim', verwijzend naar de raar gevormde berg nabij de nederzetting. De berg ook bekend als Duim van de Duivel is 546 meter hoog.
Air Greenland onderhoudt meerdere keren per week vluchten per helikopter uit naar Upernavik.